# Pierce County (Washington)

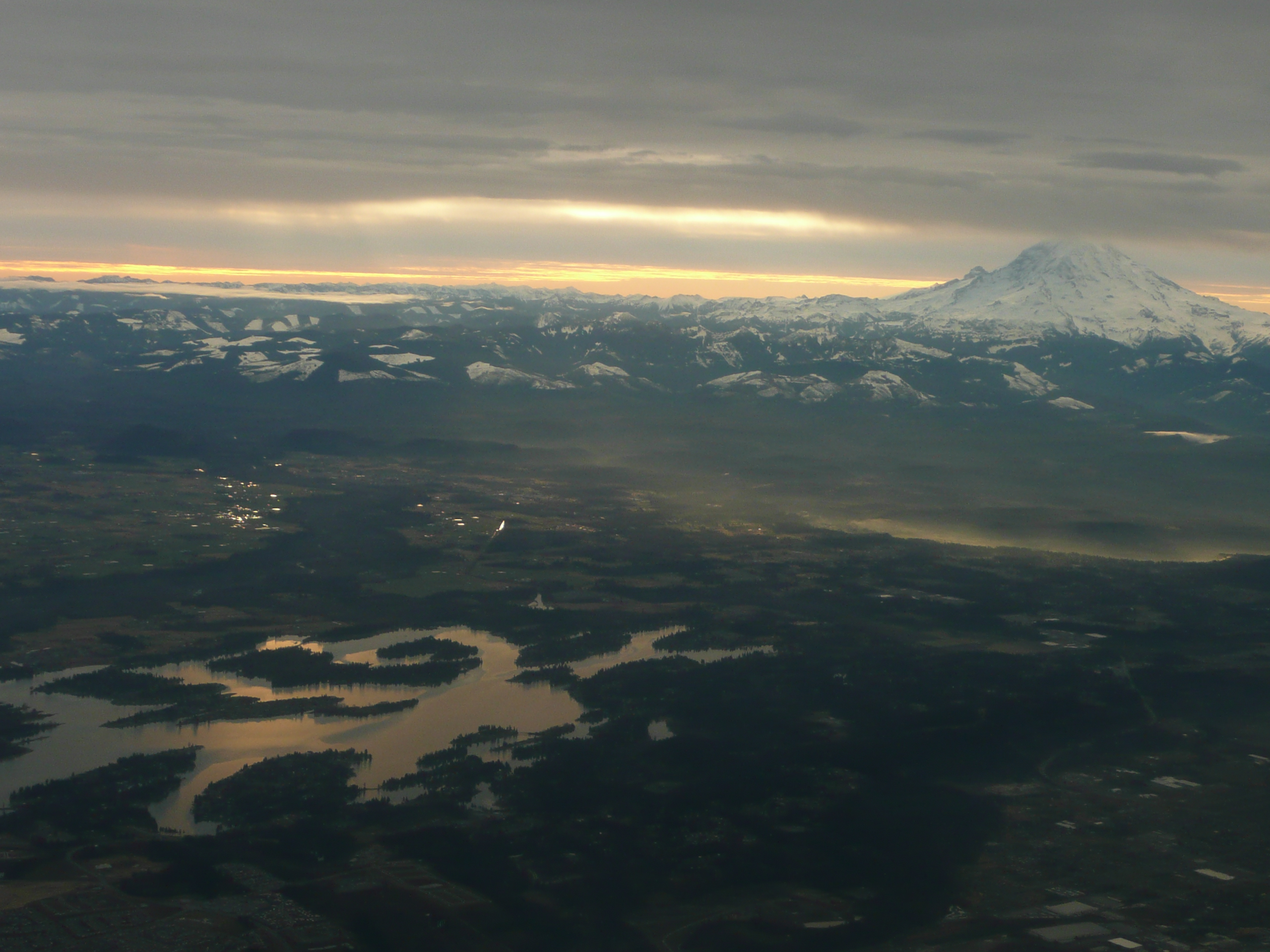
Der Lake Tapps

Das Pierce County ist ein County im US-Bundesstaat Washington. Bei der Volkszählung im Jahr 2020 hatte das County 921.130 Einwohner und eine Bevölkerungsdichte von 211,8 Einwohnern pro Quadratkilometer. Der Verwaltungssitz (County Seat) ist die Hafenstadt Tacoma.
Das Pierce County ist Bestandteil der Metropolregion Seattle.

## Geographie

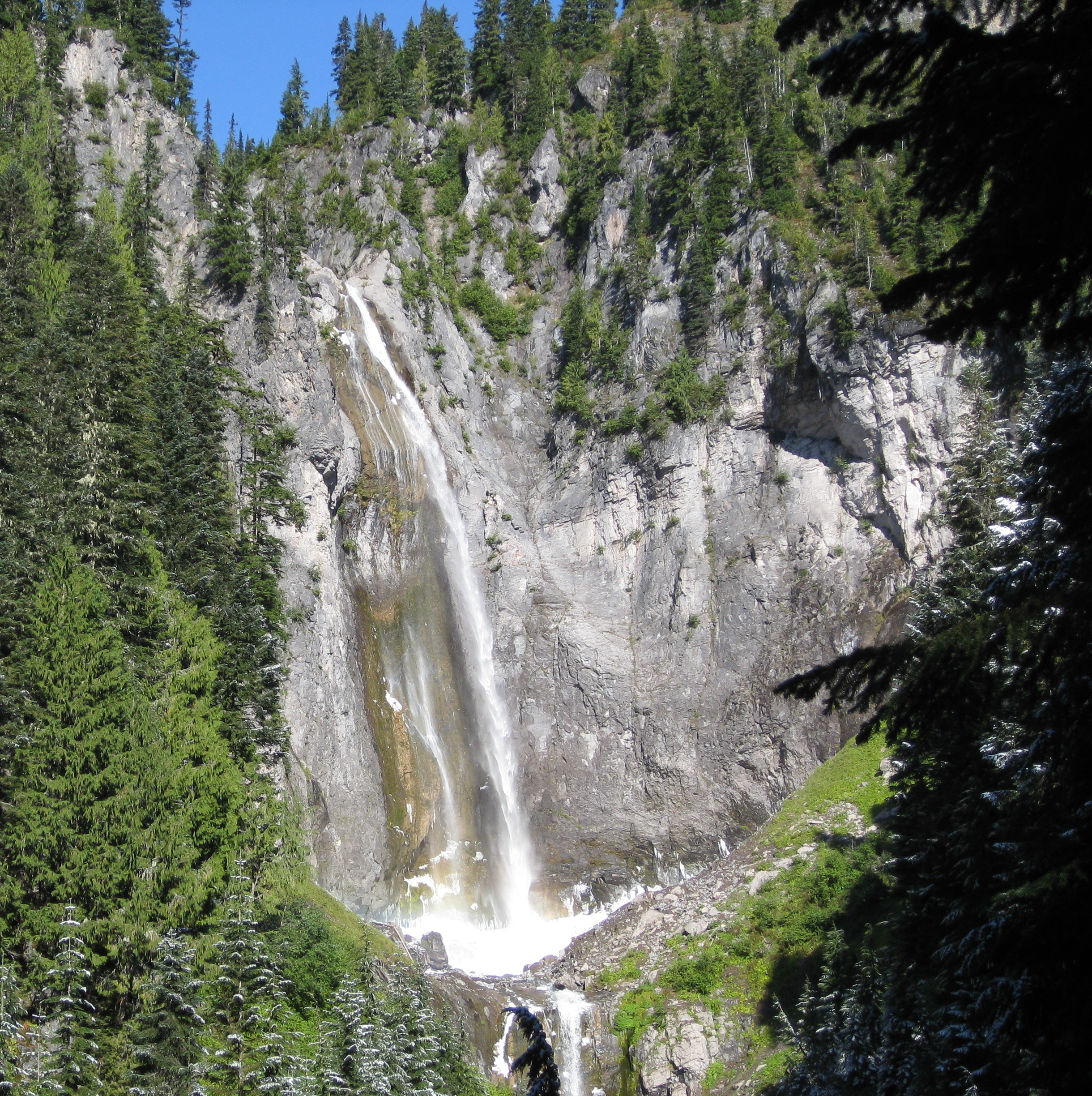
Die Comet Falls

Das Pierce County liegt im mittleren Westen Washingtons zwischen dem Puget Sound und der Kaskadenkette, deren höchster Gipfel, der Vulkan Mount Rainier, sich im Osten des Countys befindet.
Das Pierce County hat eine Gesamtfläche von 4.679 Quadratkilometern, die sich auf 4.349 Quadratkilometer Land- und 330 Quadratkilometer auf Wasserflächen verteilen.
Es grenzt an folgende Nachbarcountys:
| Kitsap County Mason County | King County                                 |               |
| Thurston County            | Kompassrose, die auf Nachbargemeinden zeigt | Yakima County |
|                            | Lewis County                                |               |

### Nationale Schutzgebiete
Das Pierce County hat jeweils Anteil an folgenden Schutzgebieten:
- Mount Baker-Snoqualmie National Forest
- Mount-Rainier-Nationalpark
- Nisqually National Wildlife Refuge

## Geschichte

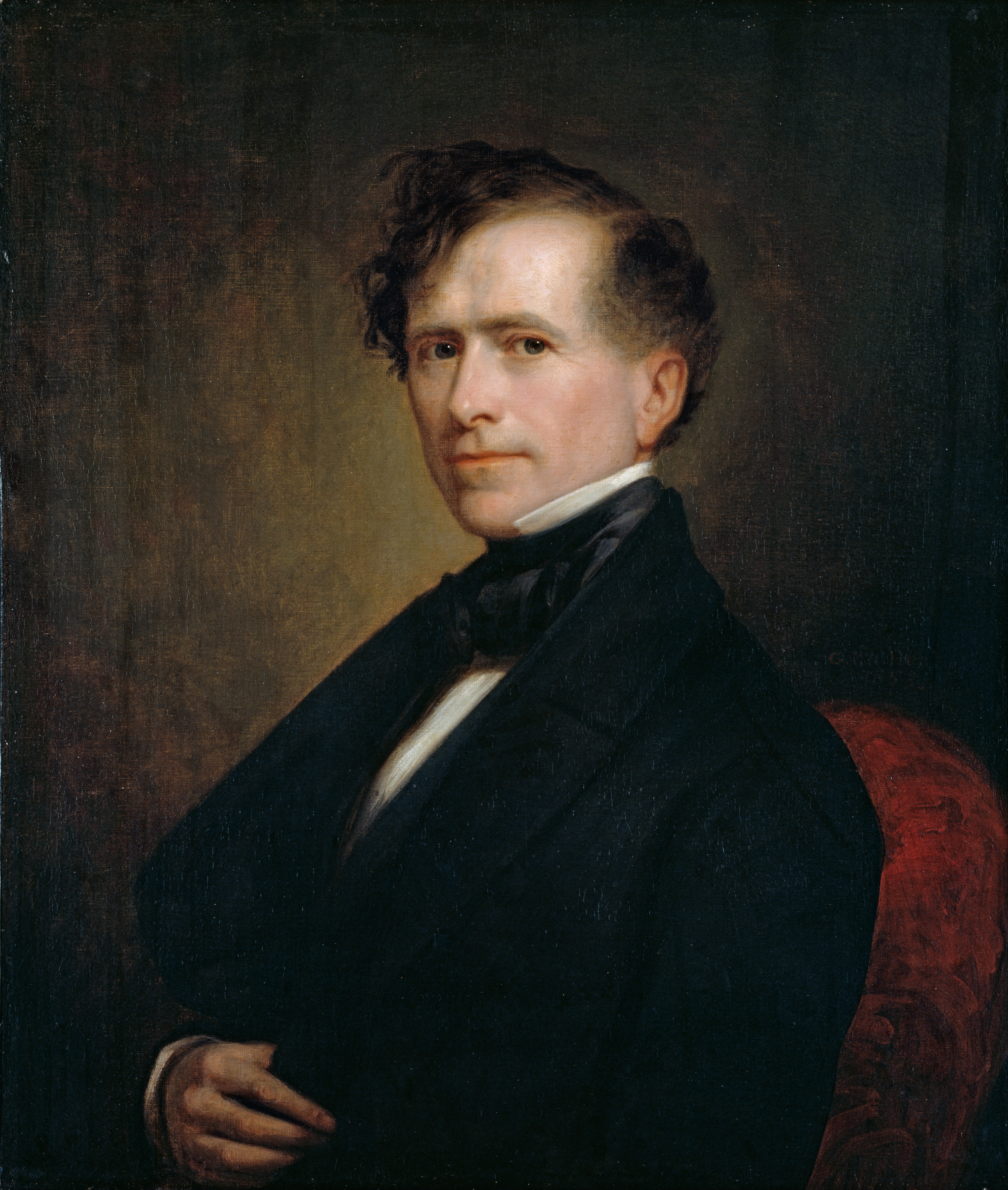
F. Pierce

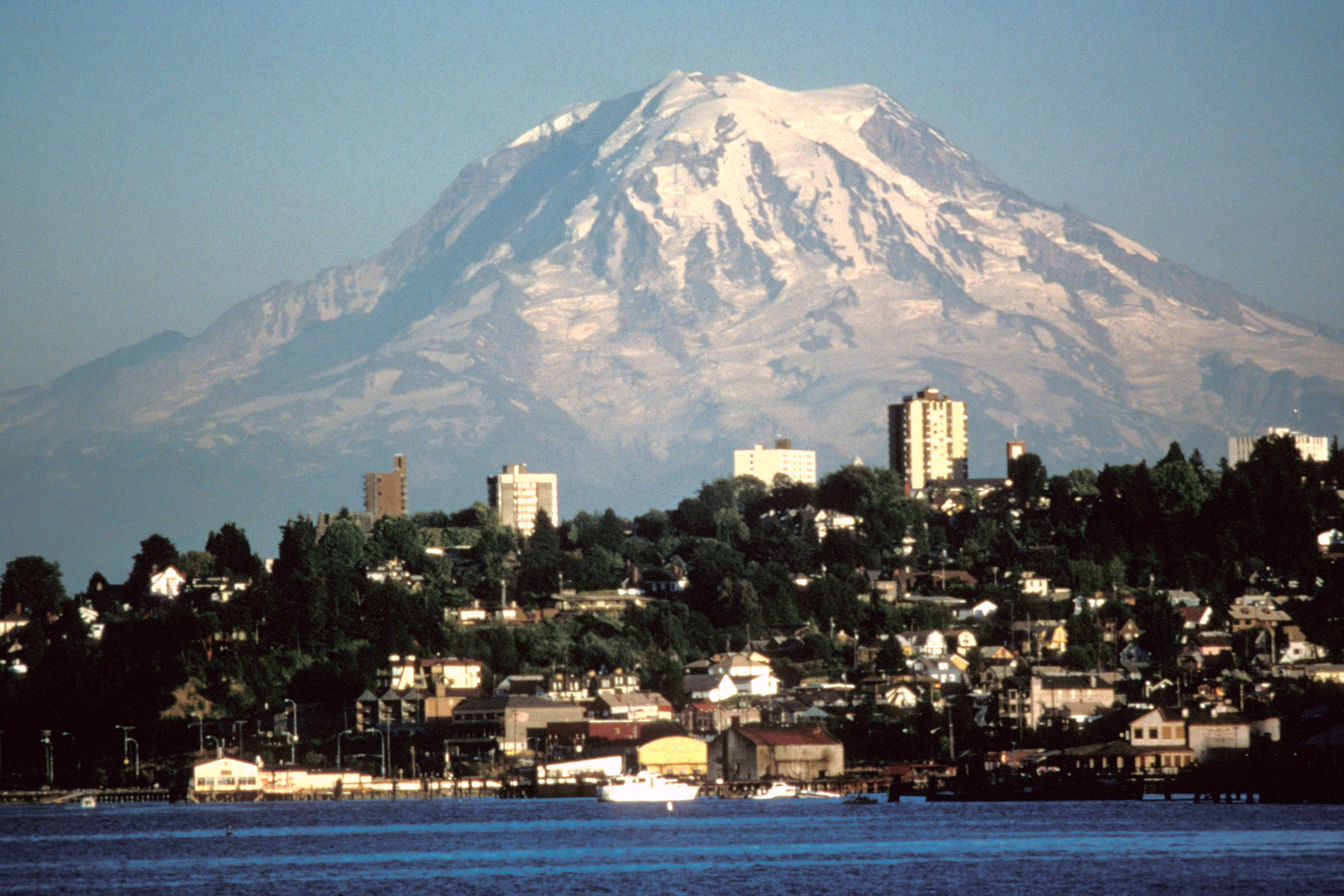
Der Mount Rainier

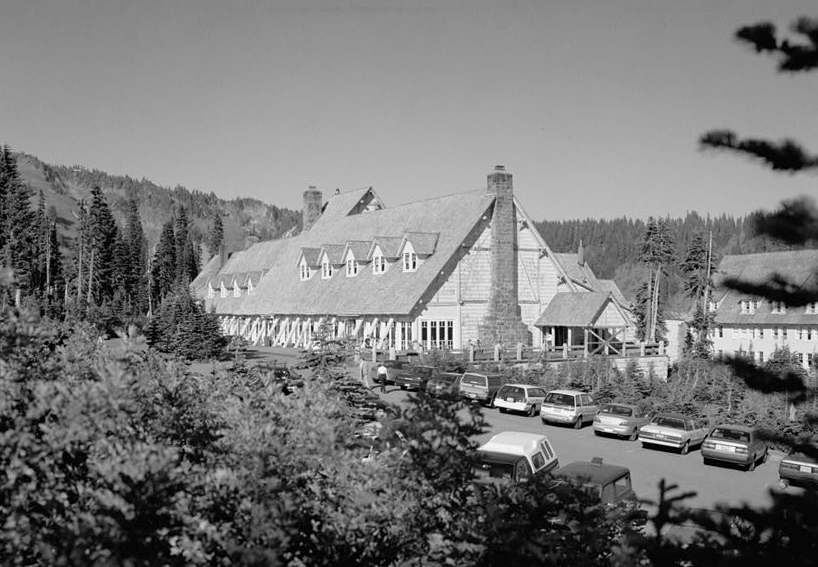
Paradise Inn, seit 1987 im NRHP gelistet

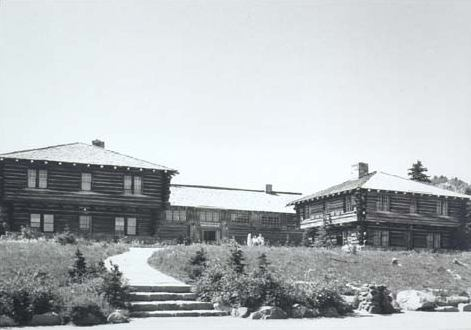
Yakima Park Stockade Group, seit 1987 im NRHP gelistet

Das County wurde am 22. Dezember 1852 aus ehemaligen Teilen des Thurston County gebildet. Benannt wurde es nach Franklin Pierce (1804–1869), dem 14. Präsidenten der USA (1853–1857).

### Historische Objekte
Unter anderem folgende Gebäude befinden sich unter den zahlreichen historisch bedeutsamen Objekten:

#### Mount-Rainier-Nationalpark
Im Mount-Rainier-Nationalpark befindet sich das historische Paradise Inn, ein 1916 errichtetes Hotel. Das Gebäude wurde am 28. Mai 1987 vom National Register of Historic Places als historisches Denkmal mit der Nummer 87001336 aufgenommen. Zusätzlich wurde es als National Historic Landmark eingetragen.
Ebenfalls im Mount-Rainier-Nationalpark findet man die historische Yakima Park Stockade Group (auch bekannt als North and South Blockhouses, Museum, and Stockade at Sunrise), ein 1930 errichteter Gebäudekomplex. Er wurde am 28. Mai 1987 vom National Register of Historic Places als historisches Denkmal mit der Nummer 87001337 aufgenommen. Zusätzlich wurde es als National Historic Landmark eingetragen.

#### Tacoma
Die historische Fireboat Station (auch bekannt als Fire Station No. 18) in Tacoma befindet sich auf der East 11th Street 302. Es wurde 1986 vom NRHP aufgenommen (NRHP 86000978).
In Tacoma steht die historische Nisqually Power Substation (auch bekannt als Tacoma Substation & Storage House), ein 1911 errichtetes Umspannwerk. Die beiden Gebäude wurden am 25. April 2001 vom NRHP als historische Denkmäler mit der Nummer 01000429 aufgenommen.

#### Sonstige
In Steilacoom steht die 1855 historische katholische Steilacoom Catholic Church. Sie wurde 1974 als Denkmal aufgenommen.

## Demografische Daten

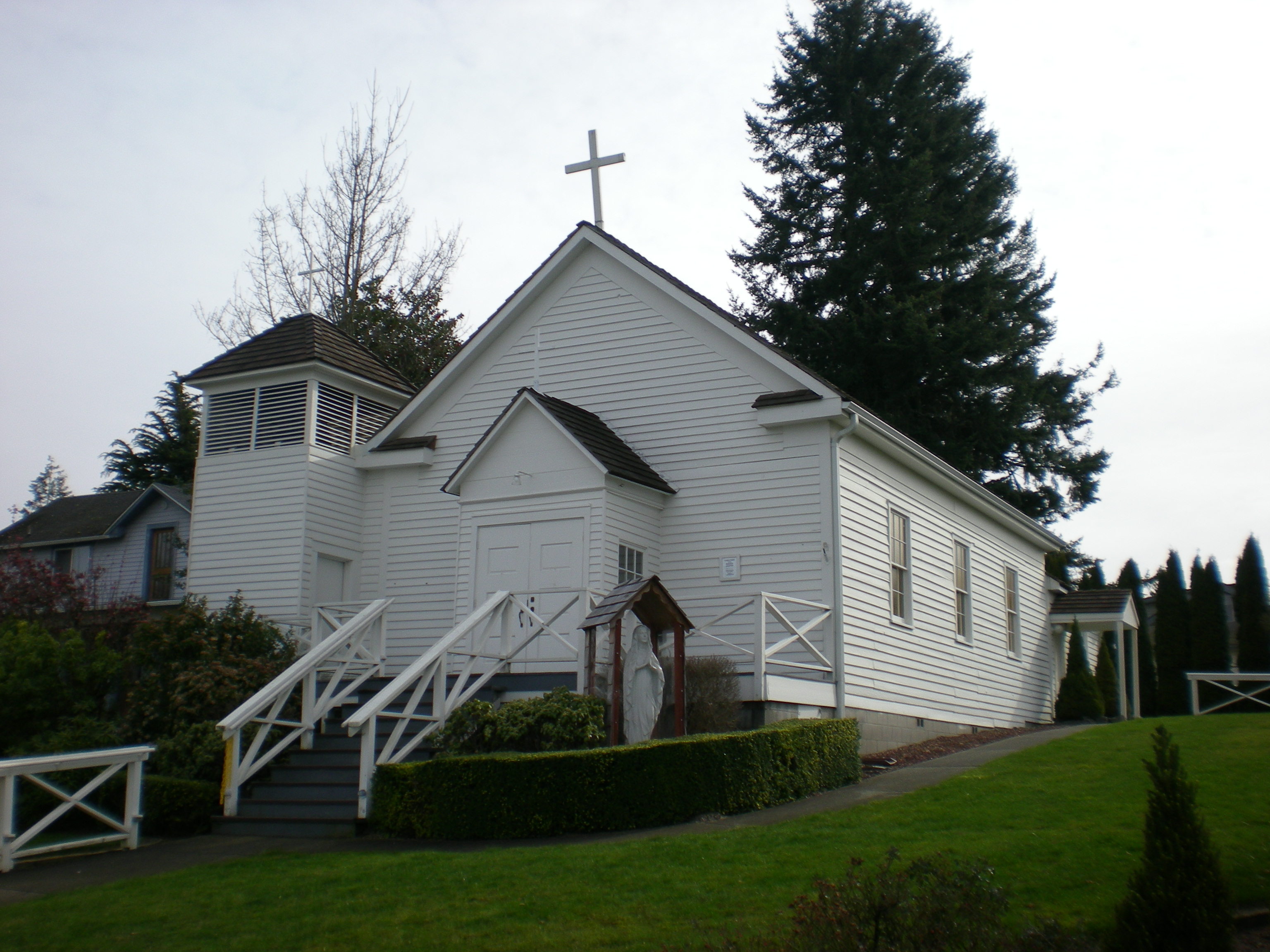
Steilacoom Catholic Church, seit 1974 im NRHP gelistet

Nach der Volkszählung im Jahr 2010 lebten im Pierce County 795.225 Menschen in 291.323 Haushalten. Die Bevölkerungsdichte betrug 182,9 Einwohner pro Quadratkilometer. 
Ethnisch betrachtet setzte sich die Bevölkerung zusammen aus 74,2 Prozent Weißen, 6,8 Prozent Afroamerikanern, 1,4 Prozent amerikanischen Ureinwohnern, 6,0 Prozent Asiaten sowie aus anderen ethnischen Gruppen; 6,8 Prozent stammten von zwei oder mehr Ethnien ab. Unabhängig von der ethnischen Zugehörigkeit waren 9,2 Prozent der Bevölkerung spanischer oder lateinamerikanischer Abstammung.
In den 291.323 Haushalten lebten statistisch je 2,56 Personen. 
24,9 Prozent der Bevölkerung waren unter 18 Jahre alt, 64,1 Prozent waren zwischen 18 und 64 und 11,0 Prozent waren 65 Jahre oder älter. 50,6 Prozent der Bevölkerung war weiblich.

Das jährliche Durchschnittseinkommen eines Haushalts lag bei 55.941 USD. Das Prokopfeinkommen betrug 27.265 USD. 12,3 Prozent der Einwohner lebten unterhalb der Armutsgrenze.

## Städte und Gemeinden

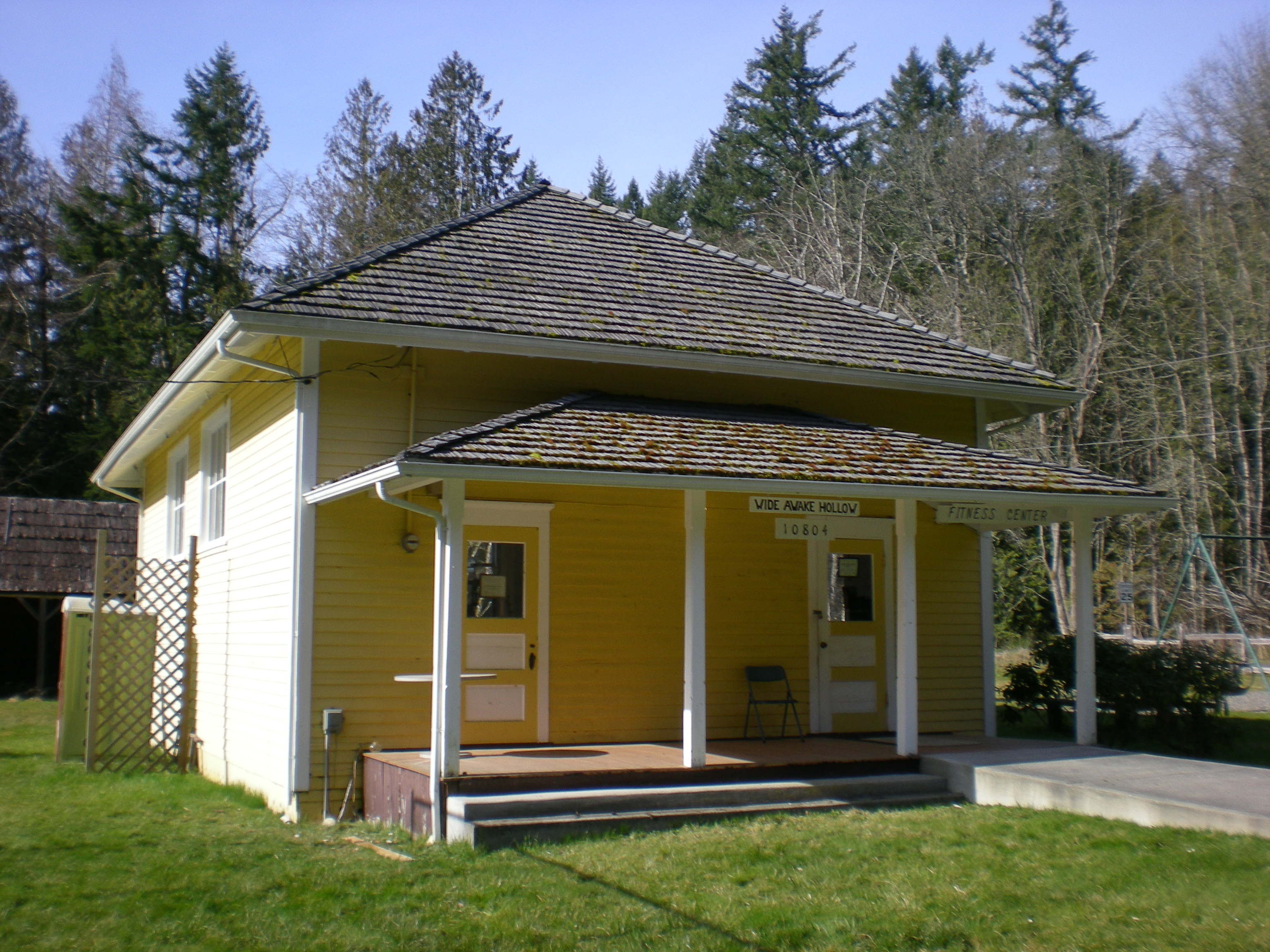
Anderson Island Schule (1890)

Citys
| - Auburn 1 - Bonney Lake - Buckley - DuPont - Edgewood - Fife | - Fircrest - Gig Harbor - Lakewood - Milton 1 - Orting - Pacific 1 | - Puyallup - Roy - Sumner - Tacoma - University Place |

Towns
| - Carbonado - Eatonville - Ruston | - South Prairie - Steilacoom - Wilkeson |

Census-designated places (CDP)
| - Artondale - Ashford - Elbe - Elk Plain - Fort Lewis | - Fox Island - Frederickson - Graham - Greenwater - Home | - Kapowsin - Midland - Parkland - Prairie Ridge - South Hill | - Spanaway - Summit - Waller - Wauna |

andere Unincorporated Communitys
| - Anderson Island - Browns Point - Burnett - Cascadia - Dash Point | - Herron Island - Ketron Island - La Grande - Lakebay - Longbranch | - McKenna - McNeil Island - Paradise - Purdy - Vaughn |

## Besonderheiten
In Pierce County befindet sich mit Fort Lewis der größte Stützpunkt der United States Army an der Westküste der Vereinigten Staaten.